# Hartford (Iowa)
Hartford és una població dels Estats Units a l'estat d'Iowa. Segons el cens del 2000 tenia 759 habitants.

## Demografia
Segons el cens del 2000, Hartford tenia 759 habitants, 271 habitatges, i 208 famílies. La densitat de població era de 302,1 habitants/km².
Dels 271 habitatges en un 40,6% hi vivien nens de menys de 18 anys, en un 63,1% hi vivien parelles casades, en un 8,9% dones solteres, i en un 23,2% no eren unitats familiars. En el 20,3% dels habitatges hi vivien persones soles el 7,7% de les quals corresponia a persones de 65 anys o més que vivien soles. El nombre mitjà de persones vivint en cada habitatge era de 2,8 i el nombre mitjà de persones que vivien en cada família era de 3,2.
Per edats la població es repartia de la següent manera: un 30,3% tenia menys de 18 anys, un 7,2% entre 18 i 24, un 30,2% entre 25 i 44, un 23,3% de 45 a 60 i un 9% 65 anys o més.
L'edat mediana era de 33 anys. Per cada 100 dones de 18 o més anys hi havia 98,1 homes.
La renda mediana per habitatge era de 39.539 $ i la renda mediana per família de 45.125 $. Els homes tenien una renda mediana de 31.726 $ mentre que les dones 25.882 $. La renda per capita de la població era de 18.141 $. Entorn del 2,4% de les famílies i el 4,7% de la població estaven per davall del llindar de pobresa.

## Poblacions més properes
El següent diagrama mostra les poblacions més properes.